# Луперини, Фабиана
Фабиана Луперини (итал. Fabiana Luperini, род. 14 января 1974, Понтедера, Тоскана) — итальянская профессиональная велогонщица. В течение 20 сезонов, с 1993 по 2014 годы выступала на профессиональном уровне и специализировалась на многодневных гонках. В 1990-х и 2000-х годах была одной из самых сильных велосипедисток мира. Рекордсменка по количеству побед на Джиро д’Италия Донне (1995, 1996, 1997, 1998, 2008), трёхкратная победительница Гранд Букль феминин (1995, 1996, 1997). Четырёхкратная чемпионка Италии по шоссейному велоспорту. Победительница пяти гонок Кубка мира: Флеш Валонь Фамм (1998, 2001, 2002), Монреаль Ворлд Кап (2007) и Гран-при Плуэ — Бретань (2008).

## Карьера

### Начало пути
Фабиана Луперини увлеклась велоспортом в раннем возрасте и в 1981 году, когда ей было всего 7 лет, начала участвовать в гонках в составе команды G.S. F.lli Vettori, которую тренировал её отец. В том же году она попала в аварию, в результате которой ей наложили 37 швов на колено, но это не помешало ей продолжать заниматься спортом.
В 1982 году она перешла в команду G.S. Donati Porte-Polisportiva La Perla, где выступала до 1986 года. Уже в юном возрасте она одержала более 200 побед в своих возрастных группах. В возрасте от восьми до тринадцати лет она регулярно выигрывала юношеские соревнования среди мальчиков.
Луперини выиграла чемпионат Италии по шоссейному велоспорту 1985 года среди юниоров в Франкавилле.
В 1987 году она перешла в категорию «начинающие» в команде G.S. Alfredo Salani-Polisportiva La Perla, и за три года одержала 50 побед (из них 6 в мужской категории), а в 1988 году заняла третье место на чемпионате мира по шоссейным гонкам среди юниоров в Агридженто.
Затем последовали 25 побед среди юниоров с командой AS Merate-Cantine Pirovano, третье место в групповой гонке на чемпионате мира по шоссейному велоспорту среди юниоров, и на чемпионате Италии по шоссейным велогонкам в Монтебеллуне в 1992 году.

### 1993—2005: победы на Джиро и Гранд Букль феминин
В 1993 году она перешла в элиту и до 1997 года выступала за команду GS Gelati Sanson-Mimosa Forlì, которую тренировал Марино Амадори. В том же 1993 году в составе итальянской сборной (вместе с Робертой Бонаноми, Алессандрой Каппеллотто и Микелой Фанини) Луперини завоевала бронзовую медаль в командной гонке на чемпионате мира 1993 года в Осло, уступив всего две секунды американцам и более трёх минут победившей российской команде. Всего она выиграла 58 гонок.
Она выиграла итальянскую весеннюю классическую гонку Трофей Альфредо Бинды — коммуны Читтильо в первый раз в 1994 году.
Настоящий прорыв произошёл в 1995 году, когда Фабиана Луперини выиграла Джиро д’Италия Донне, Гранд Букль феминин и Джиро дель Трентино-Альто-Адидже — Южный Тироль.
В 1996 году она снова выиграла три многодневки и стала чемпионкой Италии по шоссейному велоспорту. В том же году на Джиро Донне она выиграла пять из тринадцати этапов, а также победила в горной квалификации.
В 1997 году она снова выиграла оба Гранд-тура и заняла второе место на Джиро дель Трентино.
В 1998 году она перешла в GS Mimosa Sprint, которую снова тренировал Амадори. В составе этой команды, в 1998 году, помимо трёх этапов, генеральной и горной классификации на Джиро Донне, она также выиграла Флеш Валонь Фамм и французскую многодневку Тур де л'Од феминин.
В 1999—2000 годах она выступала за команду GAS Sport Team из Кьюппано, которую тренировал сначала Массимо Гиротто, а в 2000 году — Амадори; за два года она выиграла Джиро дель Трентино и свой второй после 1994 года Трофей Альфредо Бинды — коммуны Читтильо.
15 января 2000 года Луперини была дисквалифицирована на восемь месяцев Итальянской федерацией велоспорта за использование запрещённого препарата нандролона, способствующего росту мышц. Она сдала положительный тест 2 октября 1999 года во время тренировки с национальной командой.
В 2001 году с командой Edil Savino она вернулась к победам на Джиро дель Трентино, одержав две победы на этапах, и на Флеш Валонь Фамм, к которой она добавила женский Тур Средиземноморья и Тур Берна; те же цели были достигнуты в следующем году с победой на третьей Флеш Валонь Фамм, Туре Средиземноморья и четвёртой победой на Джиро дель Трентино-Альто-Адидже — Южный Тироль.
После 2003 года, в котором она выиграла лишь несколько этапов, она вернулась к победам в 2004 году с командой Let’s Go Finland на чемпионате Италии по шоссейным велогонкам и Туре Берна; она также стала второй на Джиро д’Италия в этом сезоне, опередив 21-летнюю Николь Кук.

### 2006—2014: пятая Джиро и последние годы
Начиная с 2006 года, в богатом списке трофеев Луперини — два национальных чемпионата по шоссейным гонкам — в 2006 и 2008 годах, Гран-при Бриссаго — Лаго-Маджоре, Трофео Коста Этруска I, Эмакумин Бира в 2006 году, Монреаль Ворлд Кап в 2007 году, а также множество других побед на этапах и призовых мест.
Несмотря на то, что она завоевала две бронзовые медали среди юниоров и в командной гонке, Луперини больше никогда не поднималась на подиум на чемпионатах мира. Её наивысшее место было в 2001 году: одиннадцатое место в индивидуальной гонке с раздельным стартом и двенадцатое в групповой гонке. В период с 1997 по 2008 годы четыре раза входила в десятку Женского мирового рейтинга UCI.
В 2008 году, в возрасте 34 лет, Луперини провела ещё один успешный год, выиграв свой четвёртый национальный титул, свою пятую Джиро дель Трентино и спустя десять лет — свою пятую Джиро Донне. На Монреаль Ворлд Кап она ушла в отрыв вместе с Юдит Арндт и ещё четырьмя гонщицами. На последнем подъёме немка ускорилась и обогнала остальных соперниц, за исключением итальянки, которую она обошла в спринте. На Гран-при Плуэ — Бретань в середине гонки группа фаворитов оторвалась от пелотона. В неё входили восемь гонщиц: Ноэми Кантеле, Юдит Арндт, Луиза Келлер, Эдита Пучинскайте, Фабиана Луперини, Карин Готар и Мирьям Мельхерс. Команда Cervélo Lifeforce Pro, оторвавшись от остальных, возглавила погоню. Перед развязкой, на четвёртом круге, Луиза Келлер оторвалась от Фабианы Луперини. На последнем подъёме Луиза Келлер попыталась оторваться от итальянки, но безуспешно. Немка начала спринт, но итальянка настигла её и победила.
После сезона 2010 года, который она посвятила гран-фондо, она вернулась в пелотон в 2011 году в составе команды MCipollini-Giambenini. В следующем году она присоединилась к команде Faren-Honda под руководством Вальтера Риччи Петитони и заняла четвёртое место на Джиро д’Италия.
В 2013 году на шестом этапе Джиро д’Италия, когда она занимала второе место в генеральной классификации, её дисквалифицировали за использование слишком лёгкого велосипеда (6,52 кг вместо положенных 6,8 кг).
2014 год стал для неё последним годом в элите: она снова участвует в гонке Джиро д’Италия и финиширует на 16-м месте. Луперини завершила свою активную карьеру в конце сезона 2014 года.
После завершения карьеры велосипедистки стала спортивным директором женской команды UCI Alé-Cipollini и оставалась в ней до конца сезона 2017 года. В 2022 году заняла ту же должность в мужской велокоманде Corratec.
Её прозвища — Лупо (с итал. — «волк») и Пантанина — связаны с её навыками горовосхождения, которые были похожи на навыки Марко Пантани, с которым она подружилась во время чемпионата мира по велоспорту в Колумбии.

## Достижения
1991
 Бронзовая медаль чемпионата мира среди юниоров
1993
Джиро дель Фриули
Тур Окинавы
 Бронзовая медаль чемпионата мира — командная гонка (с Робертой Бонаноми, Алессандрой Каппеллотто и Микелой Фанини)
1994
Трофей Альфредо Бинды — коммуны Читтильо
3-й и 4-й этапы Грация Орлова
3-я на Джиро дель Трентино-Альто-Адидже — Южный Тироль
1995
Джиро дель Трентино-Альто-Адидже — Южный Тироль:
Генеральная классификация
1-й и 3-й этапы
Джиро д’Италия Донне:
 Генеральная классификация
5-й и 6-й этапы
Гранд Букль феминин:
Генеральная классификация
3-й, 4-й и 7-й этапы
Trofeo Città di Schio
2-я на Джиро ди Тоскана — Мемориал Микелы Фанини
1996
 Чемпионат Италии — групповая гонка
Джиро дель Трентино-Альто-Адидже — Южный Тироль:
Генеральная классификация
3-й и 6-й этапы
Giro del Piave
Джиро д’Италия Донне:
 Генеральная классификация
1-й, 2-й, 4-й, 7-й и 10-й этапы
Гранд Букль феминин:
Генеральная классификация
5-й, 10-й и 12-й этапы
1997
6-й этап Джиро дель Трентино-Альто-Адидже — Южный Тироль
Джиро д’Италия Донне:
 Генеральная классификация
5-й, 9-й и 10-й этапы
Гранд Букль феминин:
Генеральная классификация
5-й, 6-й и 9-й этапы
Trofeo Città di Schio
2-я на Джиро дель Трентино-Альто-Адидже — Южный Тироль
3-я на Трофео Коста Этруска I
1998
Gran Premio d’Apertura
Флеш Валонь Фамм
Тур де л'Од феминин:
Генеральная классификация
2-й и 8-й этапы
1-й, 3-й и 4-й этапы Джиро дель Трентино-Альто-Адидже — Южный Тироль
Джиро д’Италия Донне:
 Генеральная классификация
5-й, 6-й и 10-й этапы
Гранд Букль феминин:
9-й и 11-й этапы Гранд Букль феминин
2-я на Гранд Букль феминин
2-я на Джиро дель Трентино-Альто-Адидже — Южный Тироль
10-я на Трофи Интернешнл
1999
Джиро дель Трентино-Альто-Адидже — Южный Тироль:
Генеральная классификация
3-й этап
2-я на Джиро ди Тоскана — Мемориал Микелы Фанини
4-я на Флеш Валонь Фамм
2000
Трофей Альфредо Бинды — коммуны Читтильо
Джиро дель Трентино-Альто-Адидже — Южный Тироль
2-й этап
2-я на Джиро дель Трентино-Альто-Адидже — Южный Тироль
2-я на Трофи Интернешнл
2-я на Монреаль Ворлд Кап
2-я на Гран-при Швейцарии
3-я на Джиро ди Тоскана — Мемориал Микелы Фанини
5-я на Женском мировом шоссейном кубке UCI
9-я на Джиро д’Италия Донне
2001
Gran Premio d’Apertura
Трофео Коста Этруска I
Tour des 6 Communes
Trofeo Alfa Lum
Флеш Валонь Фамм
2-й этап Джиро дель Трентино-Альто-Адидже — Южный Тироль
Тур Средиземноморья
Гранд Букль феминин
1-й, 11-й и 13-й этап
2-я на Гранд Букль феминин
2-я на Джиро дель Трентино-Альто-Адидже — Южный Тироль
2-я на Гран-при Швейцарии
4-я на Женском мировом шоссейном кубке UCI
5-я на Джиро д’Италия Донне
10-я на Примавера Роза
2002
Тур Средиземноморья:
Генеральная классификация
2-й этап
Флеш Валонь Фамм
6-й этап Рут д’Окситания
Джиро дель Трентино-Альто-Адидже — Южный Тироль:
Генеральная классификация
2-й этап
2-я на Чемпионате Италии
7-я на Женском мировом шоссейном кубке UCI
9-я на Гран-при Плуэ — Бретань
2003
7-й этап Тур де л'Од феминин
4-й этап Эмакумин Бира
4-й и 5-й этап Гранд Букль феминин
8-я на Флеш Валонь Фамм
2004
 Чемпионат Италии
Тур Берна
Гран-при Финляндии
Джиро д’Италия Донне:
5-й этап (командная гонка)
2-я на Джиро д’Италия Донне
3-я на Эмакумин Бира
5-я на Гран-при Плуэ — Бретань
2005
2-й этап Грация Орлова
3-й этап Эмакумин Бира
1-й этап Тур Сен-Мартина
2006
 Чемпионат Италии
Гран-при Бриссаго — Лаго-Маджоре
Трофео Коста Этруска I
Джиро дель Фриули
Эмакумин Бира:
Генеральная классификация
3-й этап
2-я на Туре Сен-Мартина
6-я на Джиро д’Италия Донне
2007
5-й этап Тур де л'Од феминин
Монреаль Ворлд Кап
Тур Ардеш:
4-й и 5-й этап
2-я на Туре Ардеш
2-я на Джиро дель Трентино-Альто-Адидже — Южный Тироль
3-я на Гран-при Бриссаго — Лаго-Маджоре
4-я на Джиро д’Италия Донне
7-я на Женском мировом шоссейном кубке UCI
8-я на Опен Воргорда RR
9-я на Флеш Валонь Фамм
2008
 Чемпионат Италии
Джиро дель Трентино-Альто-Адидже — Южный Тироль:
Генеральная классификация
2-й этап
Джиро д’Италия Донне:
 Генеральная классификация
4-й и 7-й этапы
Гран-при Плуэ — Бретань
2-я на Трофео Коста Этруска II
2-я на Монреаль Ворлд Кап
2-я на Чемпионате Цюриха
4-я на Женском мировом шоссейном кубке UCI
2009
Грация Орлова:
2-й этап
2-я на Грация Орлова
6-й этап Тура Тюрингии
6-я на Джиро д’Италия Донне
2012
2-й этап Джиро дель Трентино-Альто-Адидже — Южный Тироль
Memorial Cesare Del Cancia
4-я на Джиро д’Италия Донне
7-я на Гран-при Плуэ — Бретань

### Статистика выступления наГранд-турах
| Гонка / Год          | 1993           | 1994           | 1995           | 1996           | 1997           | 1998           | 1999           | 2000           | 2001           | 2002           | 2003           | 2004           | 2005           | 2006           | 2007           | 2008           | 2009           | 2010           | 2011           | 2012           | 2013           | 2014           |
| -------------------- | -------------- | -------------- | -------------- | -------------- | -------------- | -------------- | -------------- | -------------- | -------------- | -------------- | -------------- | -------------- | -------------- | -------------- | -------------- | -------------- | -------------- | -------------- | -------------- | -------------- | -------------- | -------------- |
| Женский Тур де Франс | 7              | не проводилась | не проводилась | не проводилась | не проводилась | не проводилась | не проводилась | не проводилась | не проводилась | не проводилась | не проводилась | не проводилась | не проводилась | не проводилась | не проводилась | не проводилась | не проводилась | не проводилась | не проводилась | не проводилась | не проводилась | не проводилась |
| Гранд Букль феминин  | 4              | 14             | 1              | 1              | 1              | 2              | 24             | 10             | 2              | —              | 4              | —              | —              | —              | —              | —              | —              | не проводилась | не проводилась | не проводилась | не проводилась | не проводилась |
| Рут де Франс феминин | не проводилась | не проводилась | не проводилась | не проводилась | не проводилась | не проводилась | не проводилась | не проводилась | не проводилась | не проводилась | не проводилась | не проводилась | не проводилась | —              | 6              | —              | —              | —              | —              | —              | —              | —              |
| Тур де л'Од феминин  | —              | 10             | —              | —              | —              | 1              | —              | —              | —              | —              | 21             | —              | —              | —              | 22             | —              | —              | —              | не проводилась | не проводилась | не проводилась | не проводилась |
| Джиро д’Италия Донне | —              | —              | 1              | 1              | 1              | 1              | DNF            | 9              | 6              | —              | 13             | 2              | DNF            | 6              | 4              | 1              | 6              | —              | 12             | 4              | DNF            | 16             |

### Рейтинги
| Год                 | 1997 | 1998 | 1999 | 2000 | 2001 | 2002 | 2003 | 2004 | 2005 | 2006 | 2007 | 2008 | 2009 | 2010 | 2011  | 2012 | 2013 | 2014  |
| ------------------- | ---- | ---- | ---- | ---- | ---- | ---- | ---- | ---- | ---- | ---- | ---- | ---- | ---- | ---- | ----- | ---- | ---- | ----- |
| Мировой рейтинг UCI | 8-й  | 6-й  | 29-й | 14-й | 9-й  | 11-й | 25-й | 27-й | 49-й | 19-й | 13-й | 5-й  | 41-й | -    | 139-й | 71-й | 86-й | 134-й |
| Мировой кубок UCI   |      | -    | -    | 5-й  | 4-й  | 7-й  | -    | -    | -    | -    | 6-й  | 4-й  | -    | -    | -     | -    | -    | -     |
|                     |      |      |      |      |      |      |      |      |      |      |      |      |      |      |       |      |      |       |
| Источник: UCI       |      |      |      |      |      |      |      |      |      |      |      |      |      |      |       |      |      |       |

## Награды
С 1995 года Фабиана Луперини три года подряд получала золотую медаль Национального олимпийского комитета Италии «за спортивную доблесть», а с 1998 года семь раз признавалась лучшей велосипедисткой по версии журнала TuttoBici.
В 2008 году она была признана лучшей велосипедисткой на гала-фестивале итальянских велосипедистов, а в 2011 году Национальная ассоциация бывших велосипедистов вручила Луперини награду «Уэвр» за карьерные достижения.